# Gutierrezia
Gutierrezia é um género botânico pertencente à família Asteraceae.
É composto por 99 espécies descritas e destas 32 são aceites
Podem ser encontradas na América do Norte e América do Sul.
Trata-se de um género reconhecido pelo sistema de classificação filogenética Angiosperm Phylogeny Website. Neste sistema, Greenella A.Gray e Thurovia Rose, são consideradas como géneros sinónimos